# Басигисов Віталій Миколайович
Віталій Миколайович Басигисов (1 березня 1946 , Тас-Юряхd, Якутська Автономна Радянська Соціалістична Республіка ) — російський і якутський політичний і громадський діяч, голова IV скликання Державних Зборів (Іл Тумен) Республіки Саха (Якутія).

## Біографія
Народився 1 березня 1946 року в селищі Таас-Юрях Мирнинського району Якутської АРСР.
В 1970 році закінчив Свердловський гірничий інститут імені В.В. Вахрушева, за фахом гірничий інженер-технолог.
З 1970 по 1983 роки працював на виробничих посадах у системі ПНО «Якуталмаз» у Якутії.
У 1970-1978 рр. — слюсар, майстер, старший майстер, старший технолог алмазозбагачувальної фабрики № 3.
У 1978-1979 рр. — заступник начальника техвідділу рудника «Удачний».
У 1979-1983 рр. — начальник цеху збагачення, начальник цеху доведення, старший майстер фабрики № 3.
У 1983-1991 рр. — на партійній роботі: секретар парторганізації підприємств ПНО «Якуталмаз», інструктор Якутського обкому КПРС.
У 1991-1993 рр. — заступник генерального директора Якутської республіканської асоціації держпідприємств промисловості, будівництва і транспорту.
У 1993-1999 рр. — глава адміністрації Мирнинського району Республіки Саха (Якутія).
19 грудня 1999 року обраний депутатом Державної Думи Російської Федерації III скликання по Якутському одномандатному виборчому округу № 20, входив до складу групи «Народний депутат», обіймав посаду заступника голови Комітету з природних ресурсів і природокористування. Був головою Якутського регіонального відділення Народної партії
7 грудня 2003 року знову обраний депутатом Державної Думи Російської Федерації IV скликання від Якутського виборчого округу № 21 Республіки Саха (Якутія), обіймав посаду заступника голови Комітету з природних ресурсів і природокористування, був головою підкомітету з дорогоцінних металів та дорогоцінного каміння.
За підсумками виборів у Державні Збори (Іл Тумен) Республіки Саха (Якутія) 2 березня 2008 року обраний народним депутатом Республіки Саха (Якутія).
20 березня 2008 року обраний головою державних Зборів (Іл Тумен) Республіки Саха (Якутія).

## Нагороди та звання
- Почесний знак Державної Думи Федеральних Зборів Російської Федерації «За заслуги у розвитку парламентаризму» (17 грудня 2009 року) — за особливий внесок у розвиток законодавства Російської Федерації і парламентаризму в Російській Федерації[2];
- Медаль ордена «За заслуги перед Вітчизною» II ступеня (8 листопада 2007 року) — за заслуги в законотворчій діяльності, зміцненні і розвитку російської державності[3];
- Заслужений працівник народного господарства Республіки Саха (Якутія) (28 лютого 2001 року) — за заслуги в соціально-економічному розвитку республіки та багаторічну сумлінну працю[4];
- Почесний професор Якутського державного університету (27 січня 1999 року) — за великий внесок у відкриття Район філії ЯГУ, за активну участь у навчальному процесі, у підготовці фахівців алмазодобувної промисловості[5];
- Орден Дружби (22 липня 1995 року) — за заслуги перед державою, успіхи, досягнуті в праці, великий внесок у зміцнення дружби і співробітництва між народами[6].
- Орден «Полярна зірка» Республіки Саха (Якутія) (2013)[7]
- Почесний громадянин Мирнинського улуса.[8]